# Schloss Cantacuzino (Bușteni)
Das Schloss Cantacuzino (rumänisch Castelul Cantacuzino) ist ein Schloss in Bușteni, Kreis Prahova, Rumänien. Es wurde 1911 im neorumänischen Stil auf Wunsch von Prinz Gheorghe Grigore Cantacuzino erbaut. Das Schloss liegt in den Südkarpaten.

## Geschichte
Das Schloss wurde zwischen 1901 und 1911 nach Plänen des Architekten Grigore Cerchez errichtet. Es ersetzte ein altes Jagdhaus der Familie Cantacuzino. Bei seiner Einweihung war es mit modernen Annehmlichkeiten wie Elektrizität, Kanalisation und Trinkwasser ausgestattet. Bis 1930 diente das Schloss als Sommerresidenz der Familie Cantacuzino. Nach der Verstaatlichung 1948 wurde es in ein Sanatorium des Innenministeriums umgewandelt. Nach dem Ende des Kommunismus wurde das Schloss an die Erben zurückgegeben, restauriert und 2010 für die Öffentlichkeit zugänglich gemacht.

## Beschreibung
Das Schloss ist ein Beispiel für den neorumänischen Stil, kombiniert mit Elementen des Brâncoveanu-Stils. Der Gebäudekomplex besteht außen aus behauenem Stein, innen aus Ziegeln und befindet sich auf einem Betonfundament. Das Interieur hat Fenster aus Muranoglas, geschnitzte Eichentüren, Marmortreppen aus Carrara, kunstvolle Wandmalereien und polychrome Mosaike. Im Außenbereich befindet sich ein Pavillon, der eine Galerie rumänischer Heraldik sowie Porträts der Familie beherbergt. Das Schloss ist von einem weitläufigen Park (3,5 Hektar) umgeben. Im Garten befinden sich ein Springbrunnen, eine Grotte und eine Hauptallee. Zudem liegt im Parkbereich eine kleine Holzkapelle aus den Jahren 1935–1936, die dem Heiligen Georg geweiht ist. Von der Terrasse bietet sich ein Panoramablick auf die Bucegi-Berge und das Heldenkreuz auf der Caraiman-Spitze.

## Nutzung
Seit 2015 finden im Obergeschoss wechselnde Kunstausstellungen statt. Neben einem Museum befinden sich in dem Schlosskomplex zwei Restaurants, ein Souvenirladen, eine Lodge und eine Suite.

## Trivia
2022 diente das Schloss als Drehort für die Netflix-Serie Wednesday.

## Galerie

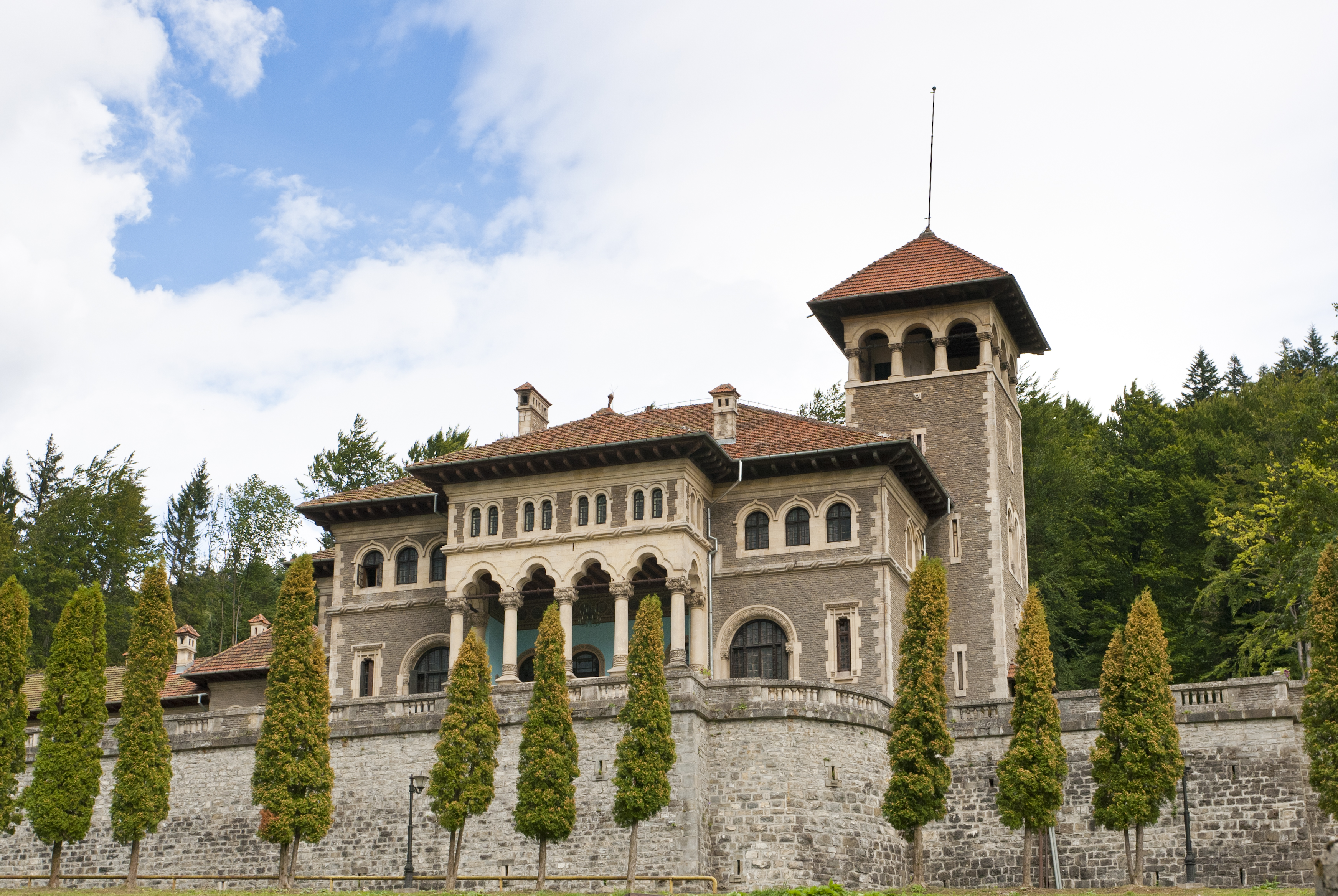
Westseite
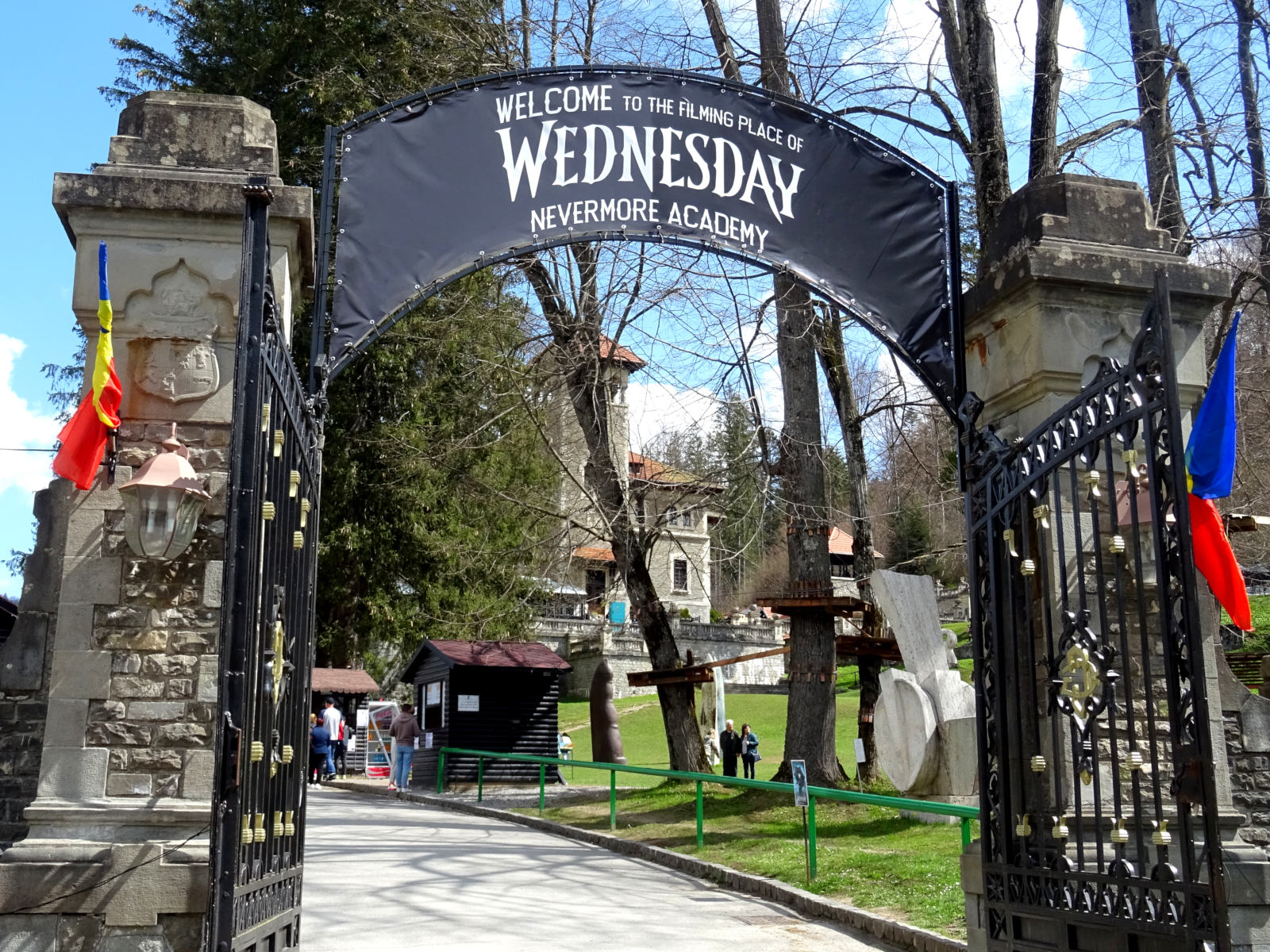
Eingangstor
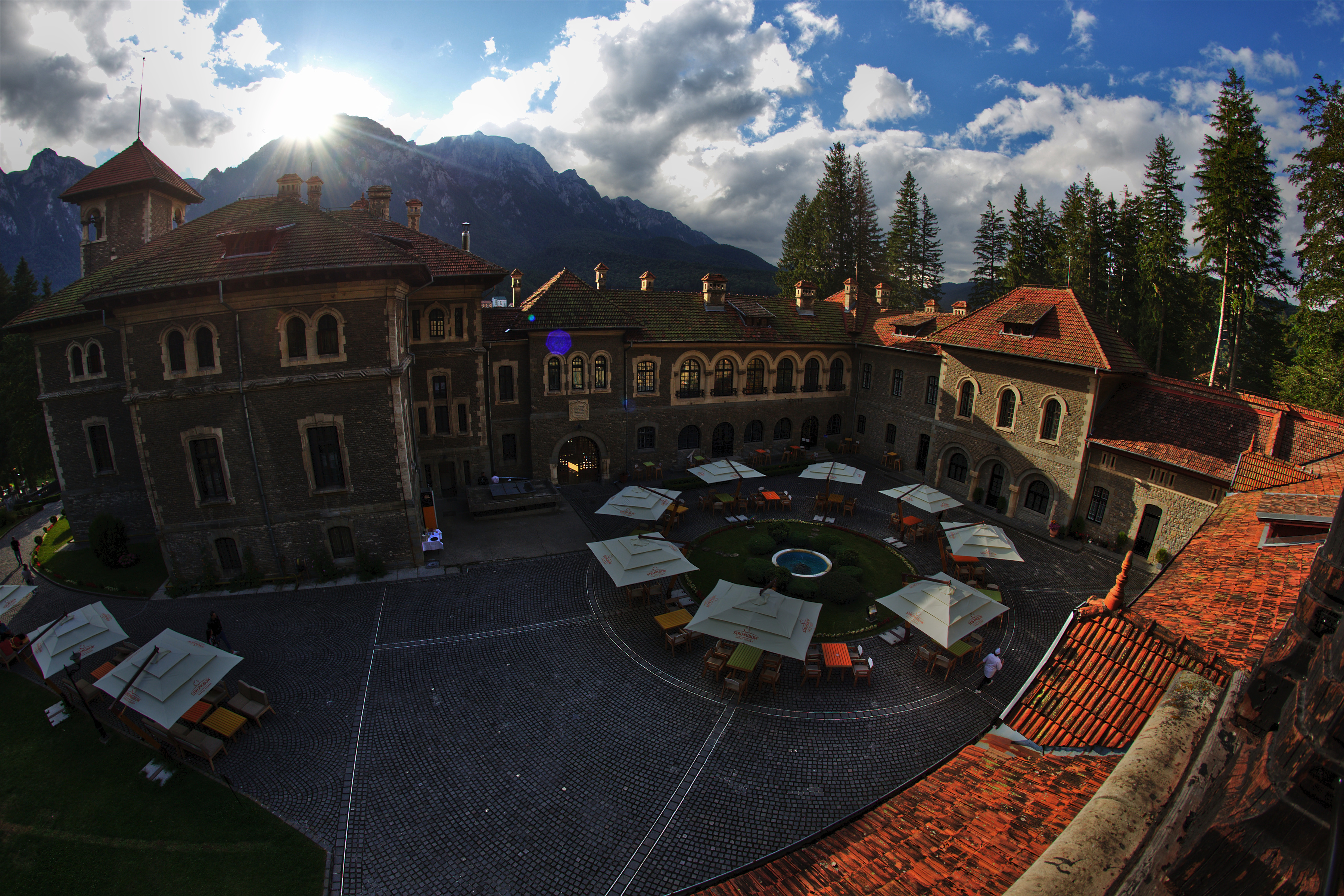
Innenhof
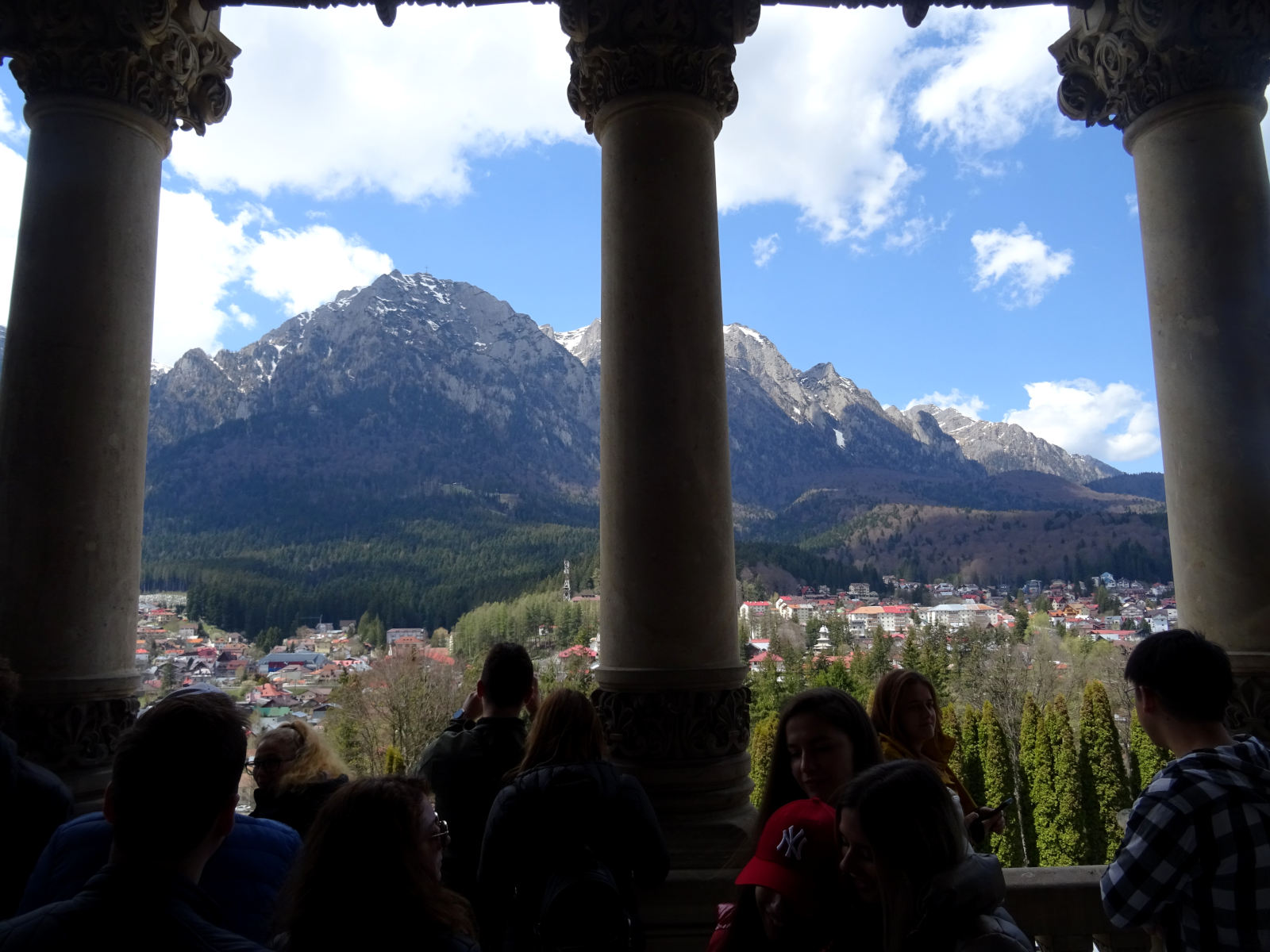
Aussicht
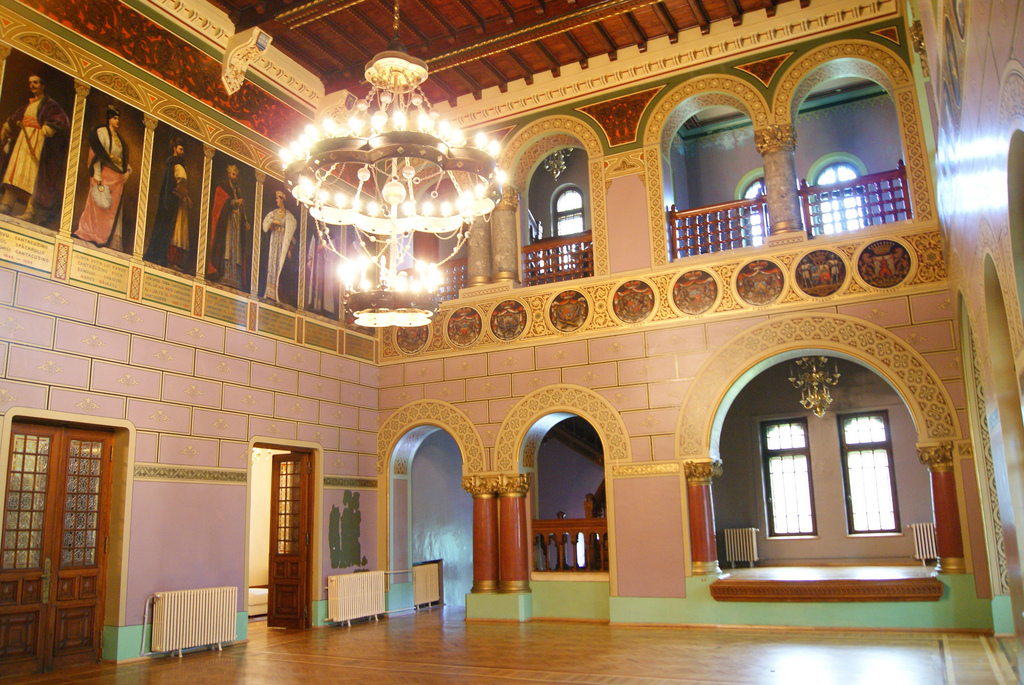
Ehrenhalle
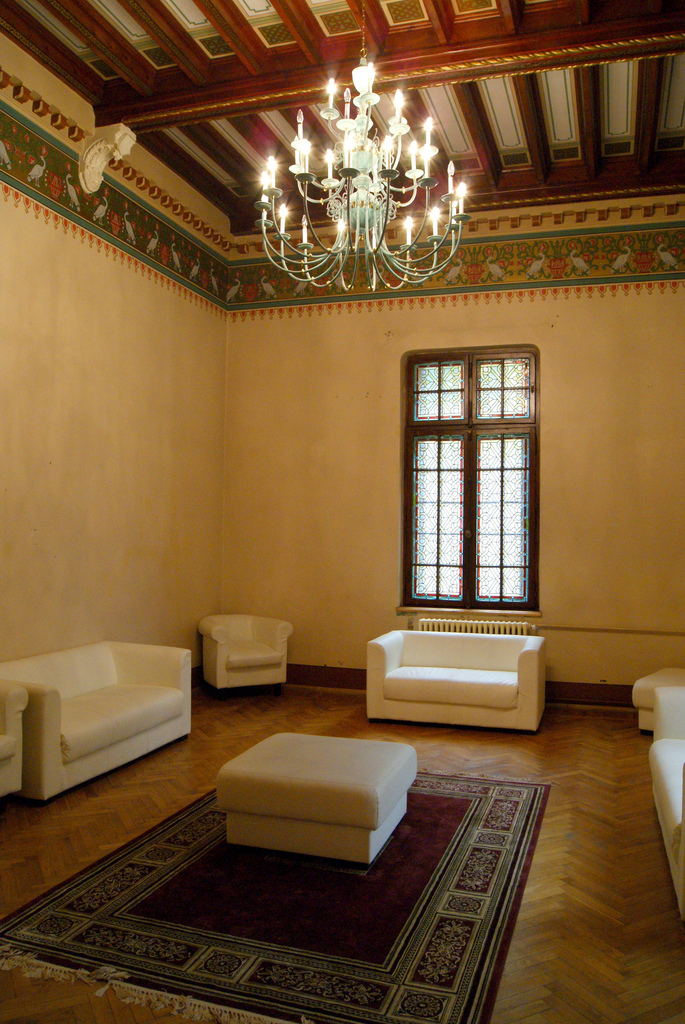
Gästezimmer
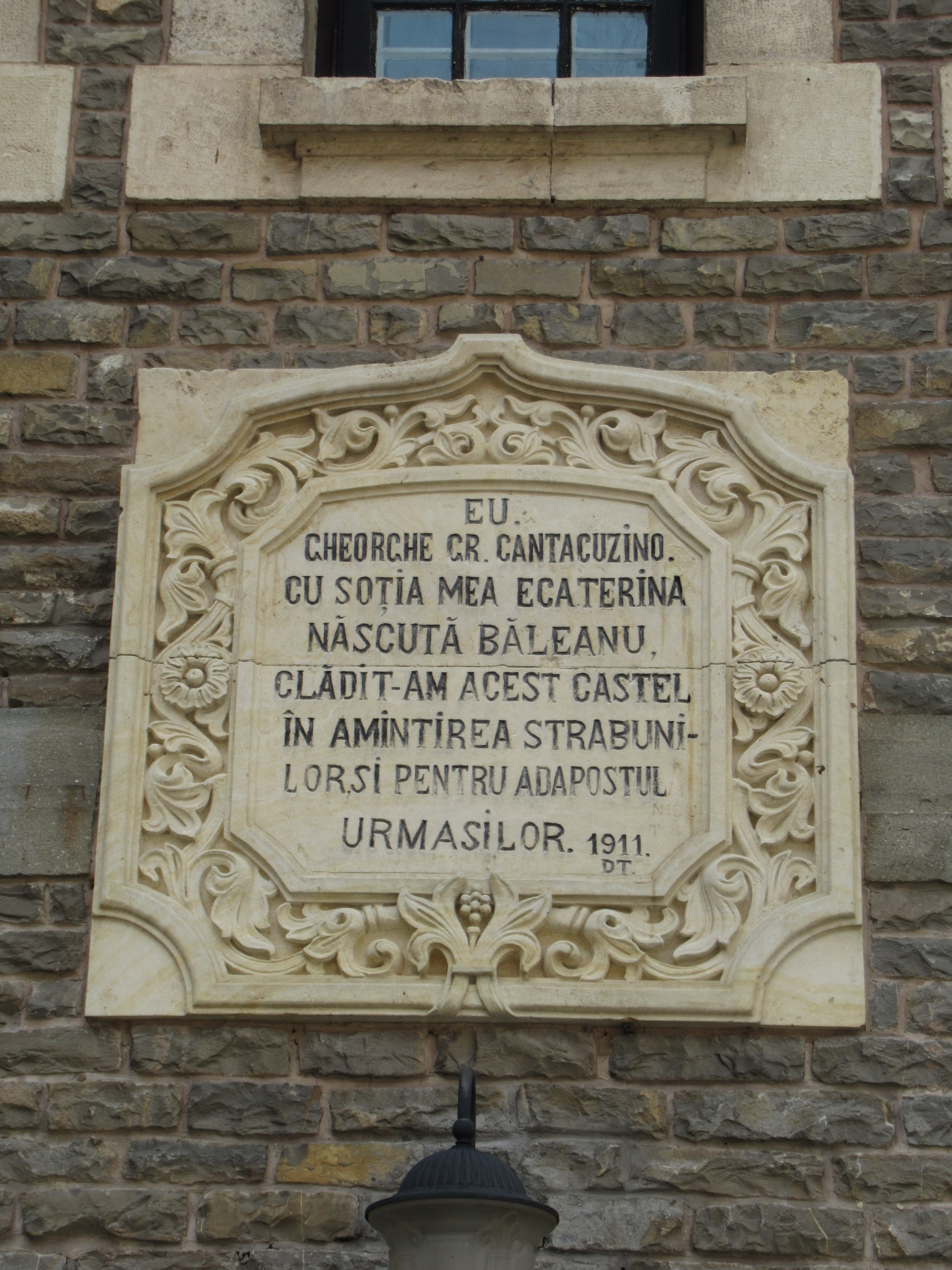
Inschrift
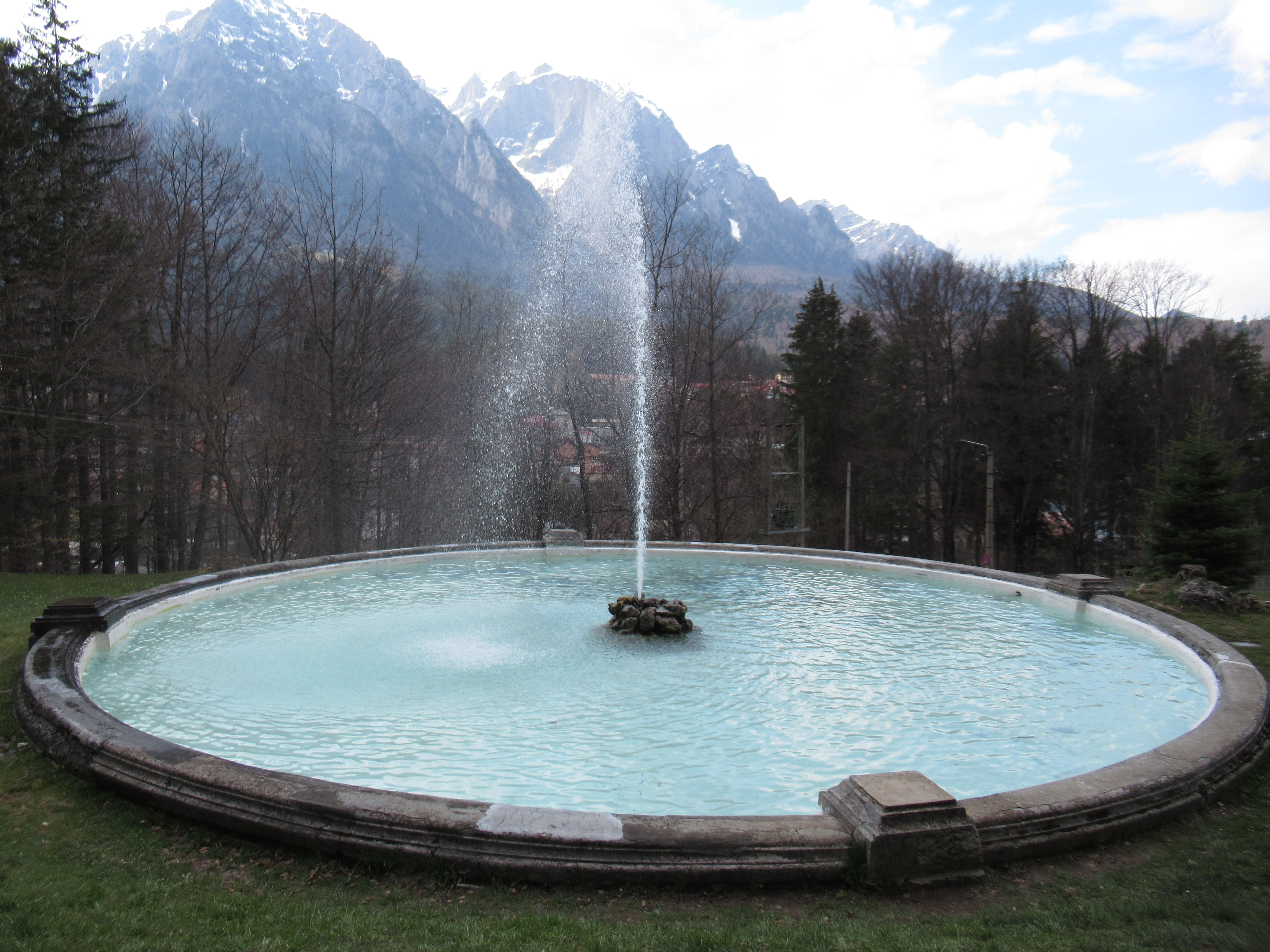
Springbrunnen
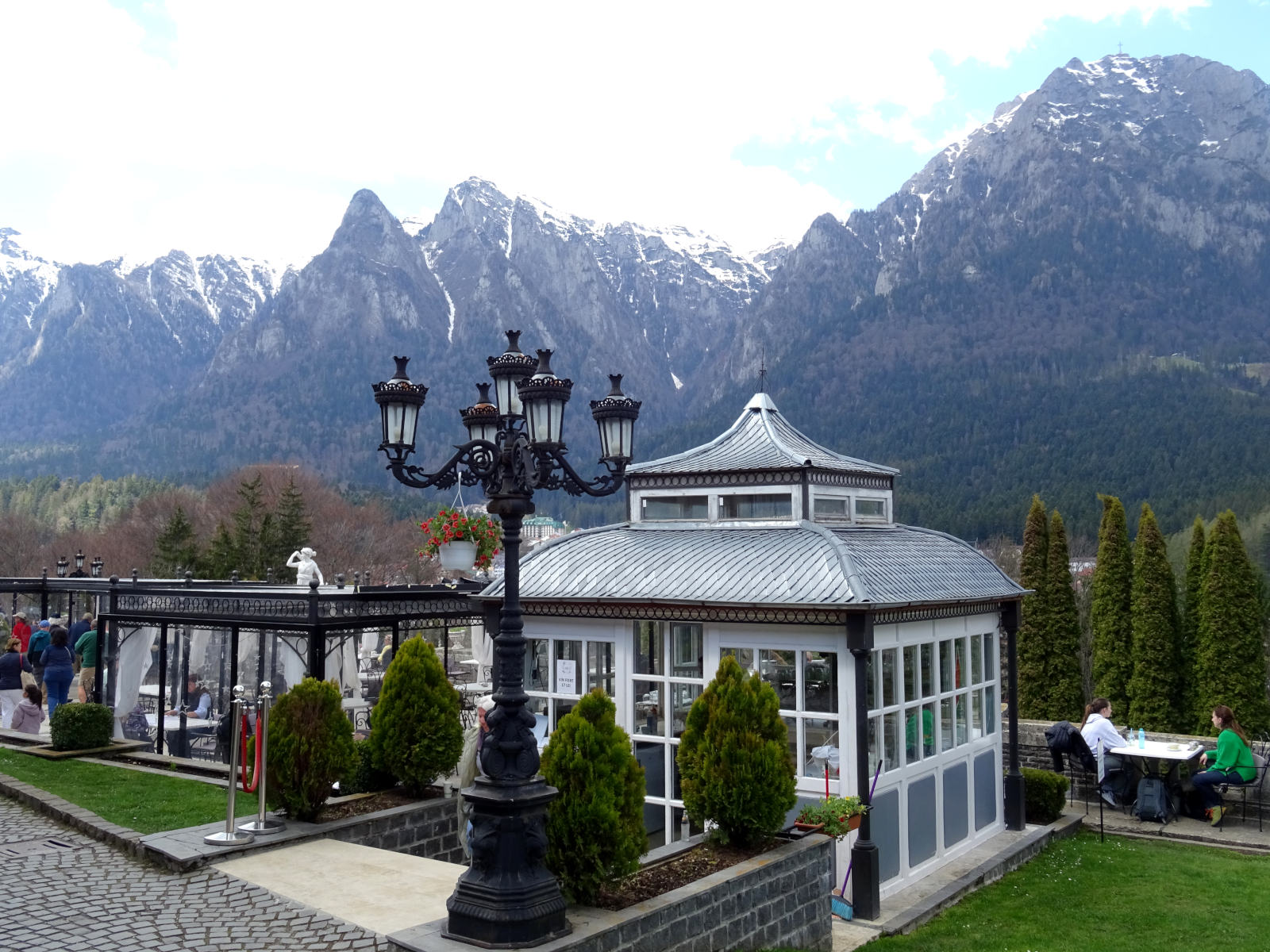
Pavillon
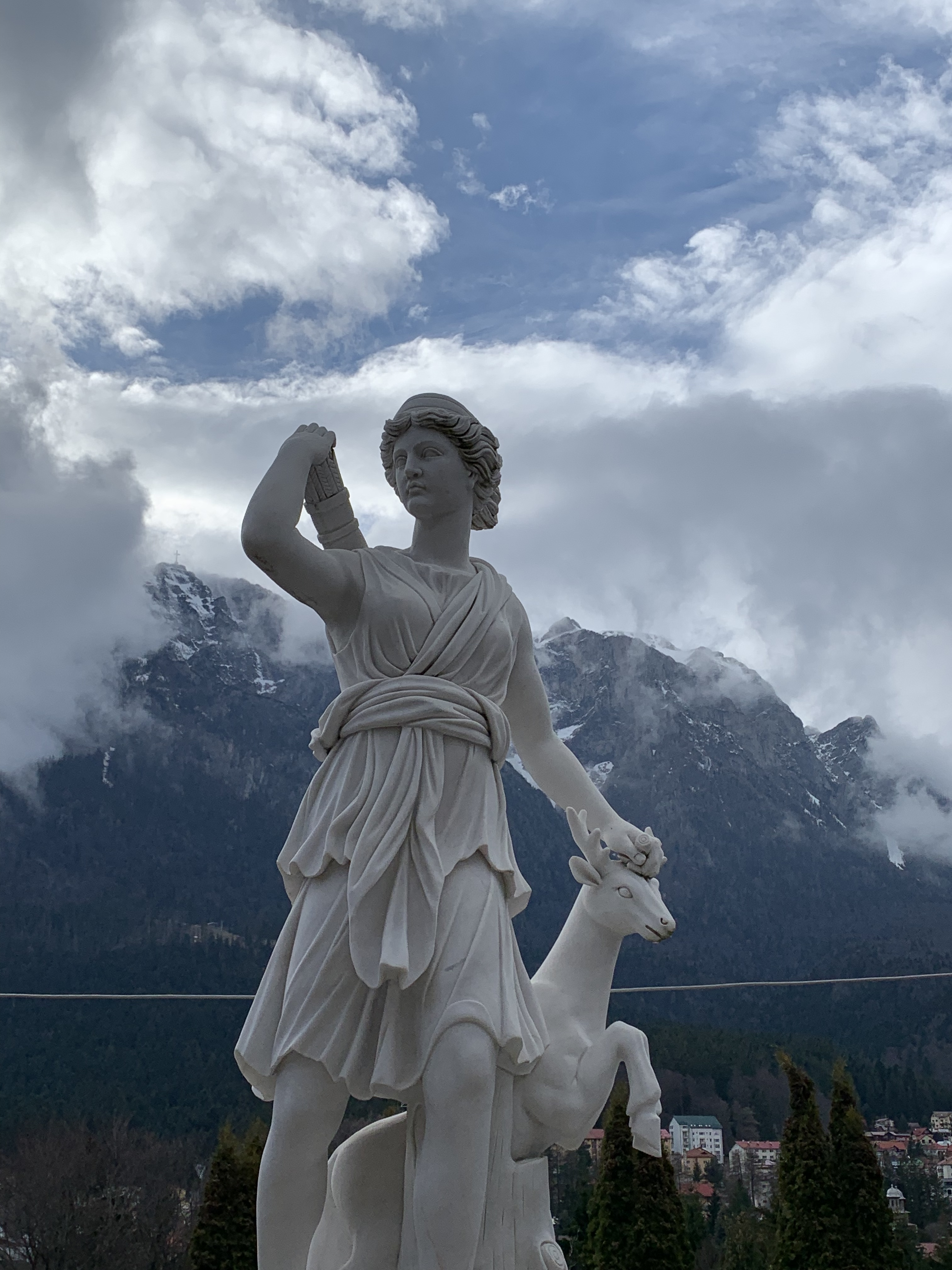
Diana-Statue im Außenbereich
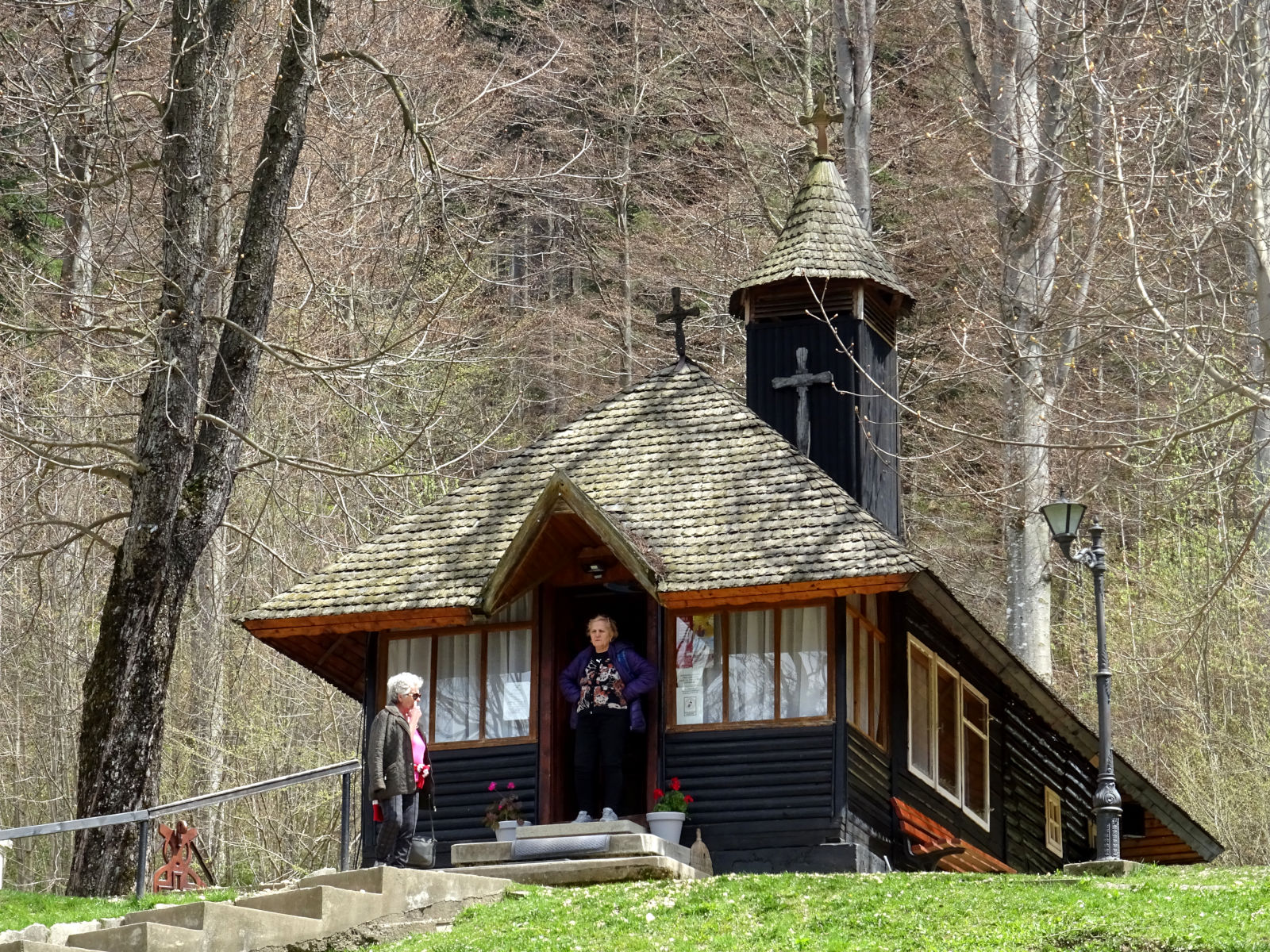
Kapelle
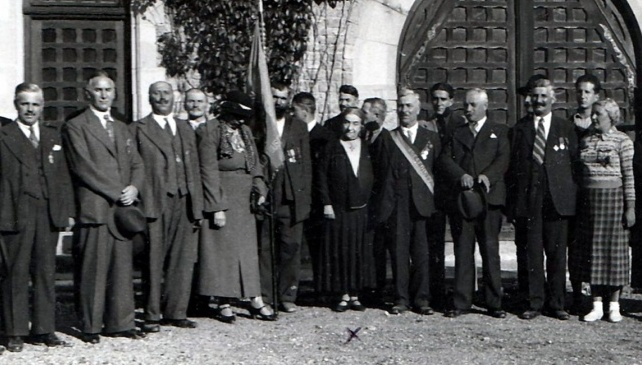
Alexandrina Cantacuzino (Mitte) mit Besuchern vor Schloss Cantacuzino (ca. 1928)